# Бутвилер
Бутвилер (фр. Buethwiller) насеље је и општина у источној Француској у региону Алзас, у департману Горња Рајна која припада префектури Алткирх.
По подацима из 2011. године у општини је живело 261 становника, а густина насељености је износила 67,97 становника/km². Општина се простире на површини од 3,84 km². Налази се на средњој надморској висини од 295 метара (максималној 317 m, а минималној 279 m).

## Демографија
| 1962. | 1968. | 1975. | 1982. | 1990. | 1999. | 2011. |
| ----- | ----- | ----- | ----- | ----- | ----- | ----- |
| 174   | 184   | 201   | 218   | 199   | 224   | 261   |

График промене броја становника у току последњих година